# Карпане (Виченца)
Карпане је насеље у Италији у округу Виченца, региону Венето.
Према процени из 2011. у насељу је живело 431 становника. Насеље се налази на надморској висини од 167 м.